# Felix Bernard
Felix Bernard, nato Felix William Bernhardt (New York, 28 aprile 1897 – Los Angeles, 20 ottobre 1944), è stato un compositore e pianista statunitense.
Ha composto alcuni standard musicali come il brano natalizio Winter Wonderland (1933), con testo di Richard B. Smith, e Dardanella (1919), il cui autore del testo è Fred Fisher.